# Stenodde Dysse
Stenodde Dysse (på nordfrisisk Grääfhuug Ual Hööw) er en jorddækket langdysse fra yngre stenalder (tragtbægerkultur). 
Højen er beliggende i et lille skovområde 500 meter sydvest fra landsbyen Stenodde på friserøen Amrum. Gravhøjen måler 14 – 18 m meter i diameter og er ca. 4 meter høj. Stene er bevaret in situ ( ≈ på stedet) og er orienteret nordøst-sydvest. Det indre gravkammeret måler ca. 1,6 x 0,9 meter og har tre bæresten og to dæksten.